# A Bill of Divorcement (toneelstuk)

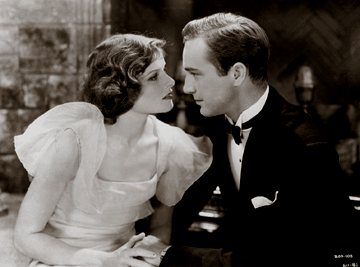
Katharine Hepburn and David Manners, acteurs in de 1932-verfilming van het stuk

A Bill of Divorcement is een toneelstuk dat werd geschreven door Clemence Dane en in 1921 in première ging in Londen. Dane schreef het stuk als een reactie op de Britse wet, die aan het begin van de jaren 20 vrouwen toestond om van hun man te scheiden met als reden krankzinnigheid. Het stuk is meermalen verfilmd.
Het stuk gaat over een man die na 15 jaar terugkeert naar zijn huis na behandeld te zijn voor mentale problemen. Eenmaal thuis ontdekt hij dat zijn leven niet meer is zoals het was.
Het toneelstuk werd in 1922 in Engeland verfilmd, met Constance Binney, Fay Campton, Malcolm Keen en Henry Victor als acteurs. In 1932 werd de eerste Amerikaanse bewerking op het toneelstuk gemaakt. Die film werd geregisseerd door George Cukor en had John Barrymore en Billie Burke in de hoofdrollen. Deze tweede bewerking, waarin actrice Katharine Hepburn haar filmdebuut maakte, werd ook de bekendste versie.
In 1940 werd opnieuw een filmbewerking uitgebracht. John Farrow regisseerde deze versie, waar Maureen O'Hara, Adolphe Menjou, Fay Bainter, Herbert Marshall en C. Aubrey Smith de hoofdrollen in hadden.